# Denni Conteh
Denni Aluseny Conteh (født 14. august 1975) er en tidligere dansk fodboldspiller. Hans mor er fra Danmark og hans far er fra Sierra Leone. Han startede med at spille fodbold, da han var 5 år.
Han er i tidligere træner for Ballerup-Skovlunde damehold, hvor han startede som træner i september 2010. Efteråret 2021 tiltrådte Denni som cheftræner i Avedøre IF, der spiller i Sjællands serien i øjeblikket. 